# L'invitto (racconto)
L'invitto il cui titolo originale è The Undefeated è un racconto di Ernest Hemingway pubblicato per la prima volta sulla rivista tedesca Der Querschnitt. Fu presentato più tardi nella raccolta di racconti di Hemingway del 1927, Uomini senza donne. La storia parla del ritorno allo sport di un torero anziano dopo un infortunio.

## Trama
Il personaggio principale, Manuel García, è un torero recentemente uscito dall'ospedale dove era ricoverato per le sue ferite di guerra e che ora cerca lavoro a Madrid. Dopo che un vecchio promotore, Retana, lo ingaggia per una corrida notturna la sera successiva, chiede aiuto a un vecchio amico, Zurito, come suo picador. Sebbene Zurito scoraggi Manuel, quest'ultimo partecipa alla corrida e si ferisce mentre combatte il primo toro, finendo di nuovo in infermeria alla fine della storia.

## Struttura narrativa
Lo stile narrativo di Hemingway in questo racconto è fortemente caratterizzato dal suo approccio minimalista. Impiega frasi brevi e semplici ed evita il linguaggio "fiorito", permettendo al lettore di concentrarsi sull'azione e sulle emozioni dei personaggi. La storia è raccontata in terza persona, ma al lettore viene dato accesso ai pensieri e ai sentimenti del protagonista, Manuel Garcia.
La storia è divisa in tre parti, ognuna con il proprio tono e focus distinti. La prima parte introduce al lettore Manuel e alla sua vita da torero. La seconda parte si svolge durante la guerra civile spagnola e si concentra sulle esperienze di Manuel come soldato. La parte finale vede Manuel tornare alla corrida, ma con un ritrovato senso di scopo e determinazione.
Al lettore vengono dati scorci sul passato di Manuel e sulle sue relazioni con gli altri personaggi, il che aiuta a spiegare le sue motivazioni e le sue azioni.
Il racconto di Hemingway esplora i temi della mascolinità, dell'onore e della lotta per la sopravvivenza in un mondo duro e spietato.

## Significato
Il racconto di Ernest Hemingway ha un importante significato culturale in quanto ritrae le conseguenze della prima guerra mondiale e l'impatto che ha avuto sui soldati che vi hanno combattuto. Il romanzo fa luce anche sul concetto di mascolinità e su come veniva percepita in quel periodo. Lo stile di scrittura di Hemingway, noto per la sua semplicità e immediatezza, ha influenzato molti scrittori ed è diventato un segno distintivo della letteratura modernista.